# 海軍テストパイロット学校
海軍テストパイロット学校(United States Naval Test Pilot School, USNTPS)は、メリーランド州パタクセント・リバーのパタクセント・リバー海軍航空基地にあり、経験のあるアメリカ海軍、アメリカ海兵隊、アメリカ陸軍、アメリカ空軍、また外国の軍隊のテストパイロット、フライトテスト技術者、航空士官等に対し、航空機やシステムの試験や評価の技術を教える機関である。

## 歴史
1945年に海軍飛行試験グループがワシントンD.C.のアナコスティア海軍支援施設からパタクセント・リバー海軍航空基地に移転し、テストパイロット訓練部門が設立された際に創設された。
ヘリコプターの指導が行える唯一のアメリカ軍のテストパイロット学校であるため、アメリカ陸軍にとっては、メインのテストパイロット学校である。第1期生は1948年12月21日に卒業した。1957年に"United States Naval Test Pilot School"と正式に改名された。
マイルストーンは、以下のとおり。
- 1961年　ヘリコプターの講義の導入
- 1973年　11カ月課程の確立
- 1975年　空輸システムの講義の導入
- 1997年　短期課程部門の設立

## 訓練
選考過程は非常に倍率が高く、応募者は選考委員会により選ばれる。2つのクラスに3つの専門課程がある。
- 固定翼機（パイロット、エンジニア）
- 回転翼機（パイロット、エンジニア）
- 空輸システム（海軍航空士、エンジニア）

訓練プログラムには、以下のようなものがある。
- T-6（ペンサコーラ海軍航空基地）、T-38C（ランドルフ空軍基地）、H-72、H-60の到着前飛行訓練
- 530時間の学科授業
- 100回の短期飛行/120飛行時間
- 約25の技術レポート

## 著名な卒業生
- エドワード・フェイトナー（クラス2）
- アラン・シェパード（1951年）
- スコット・カーペンター（1954年）
- ジム・ラヴェル（1958年）
- ウォルター・シラー（1958年）
- ジョン・ヤング（1959年）
- ジョン・ハーシェル・グレン（クラス12）
- ピート・コンラッド（1958年）
- リチャード・トーマス（クラス31）
- アラン・ビーン
- フレデリック・グレゴリー（クラス58）
- チャールズ・ボールデン
- ピア・ツート（クラス83）
- マーク・ケリー
- スコット・ケリー
- リチャード・ゴードン（クラス19）
- ウィリアム・マッコール（クラス101）
- スニータ・ウィリアムズ（1993年）
- ステファン・オズワルド
- ポール・ソール
- ジェームズ・ストックデール